# Cathormion altissimum
Cathormion altissimum là một loài thực vật có hoa trong họ Đậu. Loài này được (Hook. f.) Hutch. & Dandy miêu tả khoa học đầu tiên năm 1928.